# Puls (album)
Puls – piąty album Natalii Kukulskiej wydany w 1997 roku, w wytwórni PolyGram Polska.
W ramach promocji wydawnictwa ukazały się single: „W biegu”, „Czy ona jest” oraz „Im więcej ciebie, tym mniej”.
Album uzyskał certyfikat platynowej płyty za sprzedaż ponad 100 000 egzemplarzy.

## Lista utworów
Opracowano na podstawie materiału źródłowego.
| #  | Tytuł                             | Muzyka                                | Słowa                  | Produkcja       | Czas |
| -- | --------------------------------- | ------------------------------------- | ---------------------- | --------------- | ---- |
| 1  | „W biegu”                         | Wojciech Olszak                       | Ryszard Kunce          | Wojciech Olszak | 4:30 |
| 2  | „Czy ona jest”                    | Mirosław Stępień                      | Urszula Surma          | Wojciech Olszak | 3:56 |
| 3  | „Im więcej ciebie, tym mniej”     | Jarosław Kukulski                     | Ryszard Kunce          | Wojciech Olszak | 4:44 |
| 4  | „Za to”                           | Wojciech Kuleczka, Mirosław Hoduń     | Ryszard Kunce          | Wojciech Olszak | 4:39 |
| 5  | „Znam cię”                        | Jarosław Pruszkowski                  | Ryszard Kunce          | Wojciech Olszak | 3:43 |
| 6  | „Każde słowo, każdy krok”         | Wojciech Olszak                       | Marek Dutkiewicz       | Wojciech Olszak | 4:29 |
| 7  | „Tu mogę być sobą”                | Wojciech Olszak                       | Marek Dutkiewicz       | Wojciech Olszak | 3:58 |
| 8  | „Zamieniam się w ciebie”          | Wojciech Olszak                       | Ryszard Kunce          | Wojciech Olszak | 4:35 |
| 9  | „Woman in Love”                   | Barry Gibb, Robin Gibb                | Barry Gibb, Robin Gibb | Wojciech Olszak | 4:11 |
| 10 | „Jakbyś chciał mi coś powiedzieć” | Tim Goodman, Gary Walker, Paul Rozmus | Ryszard Kunce          | Wojciech Olszak | 4:46 |
| 11 | „Co by było”                      | Robert Kirlej                         | Ryszard Kunce          | Wojciech Olszak | 3:29 |
| 12 | „Powieki kryją świat”             | Jarosław Kukulski                     | Ryszard Kunce          | Wojciech Olszak | 3:41 |

## Twórcy
Opracowano na podstawie materiału źródłowego.

- Natalia Kukulska – wokal prowadzący, wokal wspierający
- Wojciech Olszak – produkcja muzyczna, instrumenty klawiszowe, programowanie
- Marcin Trojanowicz – aranżacje, instrumenty klawiszowe, programowanie
- Wojciech Pilichowski – gitara basowa
- Natalia Niemen – wokal wspierający
- Nora Niemen – wokal wspierający
- Agnieszka Kowalska – wokal wspierający
- Iza Ziółek – wokal wspierający
- Margita Ślizowska – wokal wspierający
- Anna Świątczak – wokal wspierający
- Michał Przytuła – miksowanie
- Michał Grymuza – gitara
- Marcin Nowakowski – saksofon
- Mariusz „Fazzi” Mielczarek – saksofon
- Michał Dąbrówka – perkusja